# Лох-Шин
Лох-Шин — подпруженное озеро (водохранилище) на севере Шотландии, южнее городка Лэрг.
Площадь составляет 32,93 км². Площадь его водосбора равна 484,65 км². Длина береговой линии — 82 км. Максимальная глубина озера достигает 49,4 м, средняя глубина равна 15,6 м. Объём — 513,8 млн м³.
В озере водится такие виды рыб как: атлантический лосось, щука, окунь, карп, форель. В 1950 году уровень озера был поднят на 10 метров в результате строительства плотины ГЭС.